# Е̃
Е̃ (minuskule е̃) je písmeno cyrilice. Jeho tvar se v minuskulní i majuskulní variantě shoduje s tvarem písmena Ẽ v latince. Písmeno se používá v chinalugštině, kde zachycuje nosovou hlásku variující mezi ẽ a ɛ̃.
Е̃ je pouze jednou z variant, jak v cyrilici zachytit nosovou samohlásku, v godoberijštině je k tomuto účelu použito písmeno еᵸ.